# Bilan de la Première Guerre mondiale en France

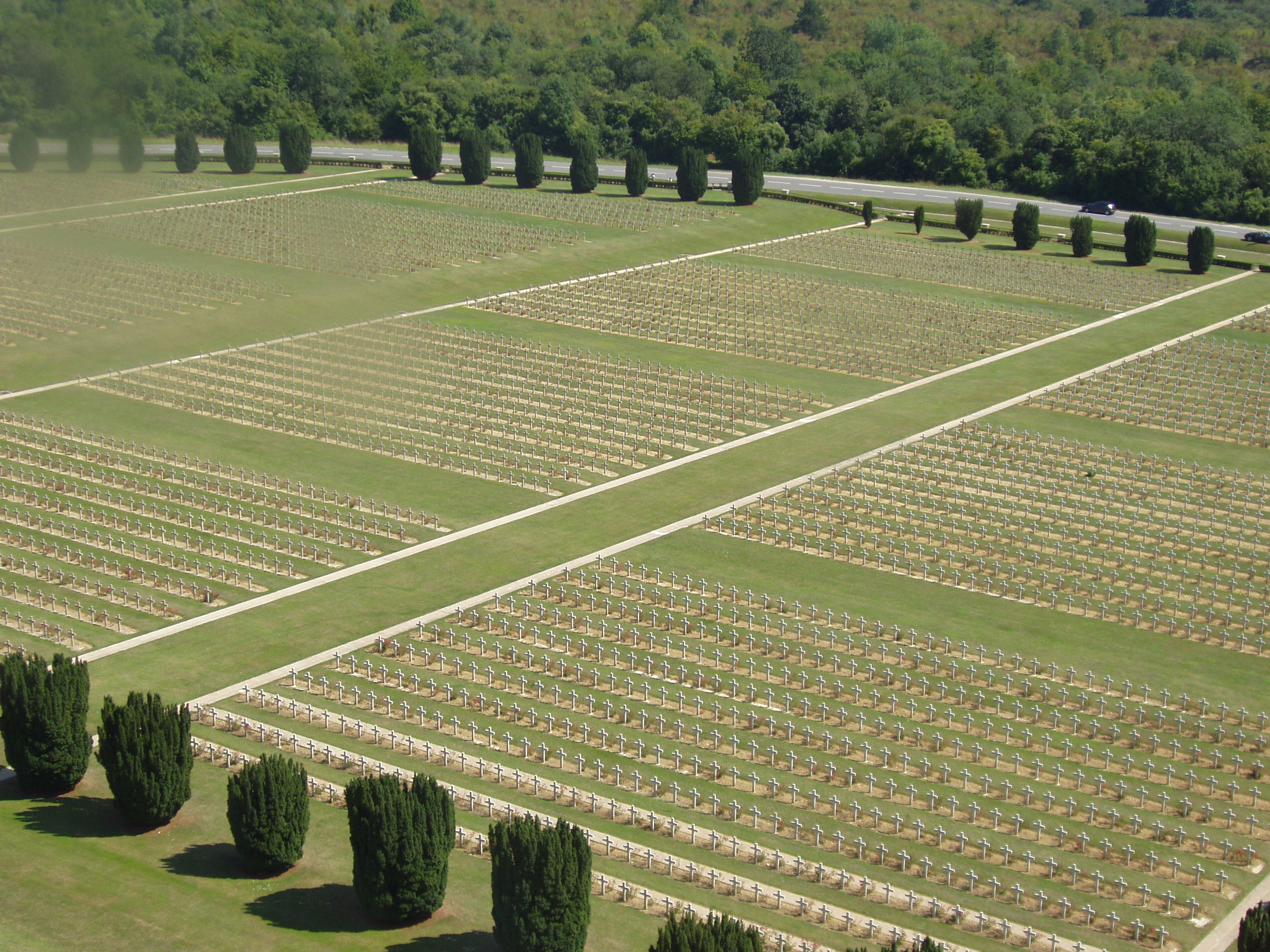
Cimetières militaires à Douaumont

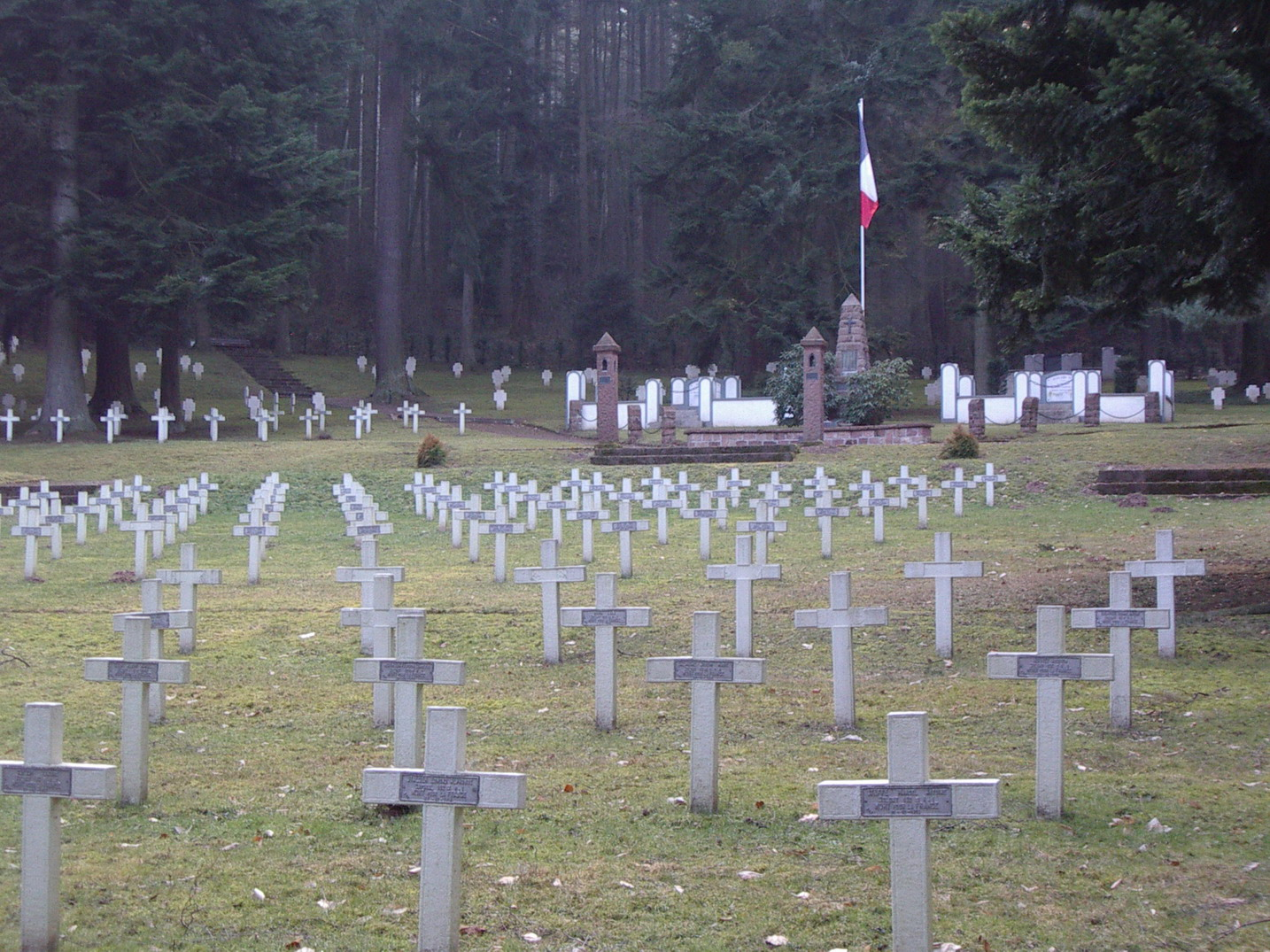
cimetière militaire français & allemand (Première et Seconde Guerres mondiales) à Guebwiller, Alsace, France : tombes françaises

Le bilan de la Première Guerre mondiale en France est lourd au niveau humain, économique, moral et environnemental.

## Bilan humain
Le quart nord-est de la France, qui a servi de champ de bataille, est sinistré. Toutes les usines ont été détruites ; 3 millions d'hectares de terre sont impropres à la culture ; 800 000 maisons ont été détruites. L'économie est au plus mal. Même les plus aisés sont touchés. La France comptait 500 000 rentiers en 1914. Ils n'ont plus rien, et ils attendront en vain le remboursement des emprunts russes. Les dirigeants français croient en une solution miracle : les vaincus devront tout payer. L'Allemagne, qui compte 2 millions de morts, n'était-elle pas aussi ruinée ?
Le bilan humain de la Première Guerre mondiale (dressé par le rapport officiel du député Marin en 1921) est effroyable : sur 8 millions de Français mobilisés, 1,4 million sont morts (soit 900 par jour), soit 3,75 % de la population française. La France compte 252 900 disparus, 18 222 morts en captivité, 145 000 morts de maladie[réf. souhaitée]. Près de 36 % de ceux qui avaient entre 19  et   22 ans en 1914 sont morts. Cependant, de nombreux historiens et militaires, dont experts militaires, évoquent au moins 2 000 000 de morts (sans les disparus, sans les soldats coloniaux, et sans les morts de la grippe Espagnole), bilan également régulièrement revendiqué par les associations d'anciens combattants, et l'association La Main de Massiges indique qu'il y aurait au moins 700 000 soldats Français disparus pendant ce conflit. Pour l'ouest de la France, on dispose d'un tableau par corps d'armée.
- Le 3e corps d'armée (Caen, Le Havre, Rouen) : 298 000 mobilisés, 50 600 morts et disparus (17 %)
- Le 4e corps d'armée (Le Mans) : 236 000 mobilisés, 47 200 morts et disparus (20 %)
- Le 9e corps d'armée (Tours, Angers, Cholet, Saumur) : 333 000 mobilisés, 59 100 morts et disparus (17,7 %)
- Le 10e corps d'armée (Rennes) : 318 000 mobilisés, 62 100 morts et disparus (19,5 %)
- Le 11e corps d'armée (Nantes) : 470 000 mobilisés, 87 000 morts et disparus (18,6 %)

Il faut aussi compter les autres victimes : près de 3 millions de blessés parmi lesquels un million d'invalides (dont 25 000 unijambistes, 20 000 manchots, 42 000 aveugles, 14 000 gueules cassées…). La Grande guerre laisse 600 000 veuves et 760 000 orphelins. Le poilu après cinq années de combats qui ont bouleversé sa foi et son être espère qu'il s'agit là de la der des Ders.

## Bilan économique et financier
Le conflit a un coût économique et financier considérable qui constitue des conditions de possibilité de la Grande Dépression en France : « à l'exception des industries ayant servi l'effort de guerre (automobile, textile, chimie), aucun secteur d'activité n'a été épargné par les destructions de la guerre : en France, l'agriculture est réduite en 1919 à 40 % de ses capacités de 1913, l’industrie à 55 %… Le coût de la reconstruction s'élève à 17 % du revenu national français en 1921 ».

## Bilan moral
Comme toutes les nations européennes, la France est une société du deuil qui organise la commémoration de la Première Guerre mondiale. Beaucoup de monuments aux morts honorent le sacrifice des soldats ordinaires et exaltent la douleur. La culpabilité et la peine des civils s'expriment dans un hommage puissant des morts au cours des cérémonies du 11 novembre.

## Impact environnemental

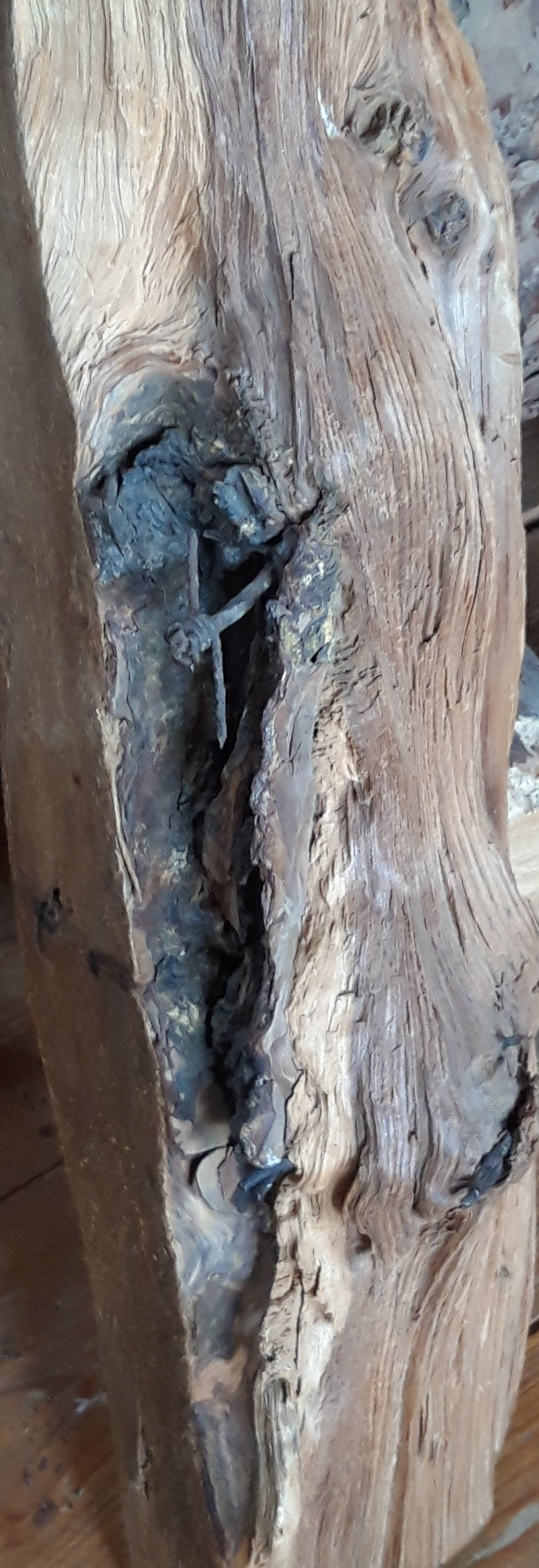
Pièce métallique incrustée dans une pièce de bois depuis la Première Guerre mondiale, musée des métiers du bois (Labaroche).

Un siècle après le déclenchement de la Première Guerre mondiale, une centaine de démineurs sont encore employés à plein temps par la sécurisation des obus non-explosés dans le quart nord-est de la France. Il arrive encore que certains de ces obus explosent lors de leur découverte. Des accidents ont également lieu à cause des munitions immergées contenant des gaz de combat. La présence de ces obus dans l'environnement génère également une pollution des sols,.
Dans la zone du front, on note également que de nombreux arbres ont reçu des éclats métalliques dus aux combats, ce qui les rend impropre à l'utilisation en scierie.